# Сима Жикић
Сима Жикић (Зајечар, 4. јануар 1878 — 1964) био је књажевачки прота који је иза себе оставио разнолику уметничку заоставштину везану за приватни живот и визуелну културу Тимочке крајине.

## Биографија
Рођен је у трговачкој породици од оца Живојина Жике Илића и мајке Станије. Сима Жикић завршио је пет разреда Гимназије у Зајечару, одакле као надарени ученик са препорукама наставника цртања Гимназије у Зајечару, Николе Марковића, а уз подршку епископа тимочког Мелентија 1897. године одлази у живописачку школу Тројицко-Сергејевске лавре и на студије у духовном семинарију у Новочеркаску на Дону. Након повратка у Србију 1905. године почиње са учитељском службом у Облачини и селу Васиљ поред Књажевца. За ђакона је рукоположен 1909. године, за свештенике 1911. када започиње службовање у селима Планиница, Криви Вир, Луково. Први светски рат проводи у бегу гоњен од Бугара. Службу у другој књажевачкој парохији добио је 1920. године. Водио је активан друштвени живот, бавио се писањем и просветним радом, свирао је флауту и виолину.

## Уметничка заоставштина
Сама уметничка заоставштине Симе Жикића је резултат стваралачког рада личности, која је имала шири политички, научни и културни значај за Тимочку крајину. Сима Жикић био је сведок и учесник многих значајних историјских догађаја, од Првог светског рата до почетка окупације и мартовских демонстрација, периода Другог светског рата и послератне обнове. Својим деловањем прота Жикић допринео је развоју и квалитету живота у малом граду какав је био Књажевац између два светска рата и утицао на генерације младих људи основањем и вођењем кружока, секција и организација попут подружнице Црвеног крста, певачког друштва, црквеног хора. Обимна и разноврсна по садржају, ова рукописна грађа сведочи о времену и окружењу у ком је Жикић стварао и живео. На основу расположивих података можемо рећи да се ради о фонду који је настајао у периоду од 1898. године до смрти творца фонда 1964. године. Сачуване белешке аутора наводе да је насликао више од стотину слика, портрета, пејзажа, сцена из свакодневног живота и дела религиозне тематике изведених у различитим техникама. У рукописима је оставио три романа (делом аутобиографских) са приказима из свештеничког и чиновничког живота, базираних на стварним личностима и догађајима. Објавио је мноштво приповедака, расправа, чланака, проповеди и песама у црквеним гласилима, попут Пастирске речи и Весника Српске Цркве, и локалним листовима Заглавак, Летопис Тимочке епархије у којима се бавио актуелним друштвеним питањима, коментарисао или критиковао положај свештеника, наставу итд. Дела Симе Жикића, опште узев, одликују јарке боје и свеопште присуство светлости. По свом ликовном опусу он се може сврстати међу сликаре реалисте, мада се познија дела могу окарактерисати као наивни реализам, с обзиром на то да су присутне извесне недоследности у приказу анатомије и перспективе.Заоставштина Симе Жикића је комплексан део баштине чија се вредност огледа у разноврсности сачуване грађе, дужини настајања грађе и њеним уметничким и литерарним квалитетима, у „количини садржаја сећања” и мноштву фактографских података о људима и времену у којем је стварана.

## Рукописна заоставштина
Рукописна заоставштина Симе Жикића аутентичан је продукт индивидуалног, интелектуалног рада. Одликује је потпуно „јединство менталног процеса и материјалне реализације дела”. По свом садржају, обиму и концепту Жикићева заоставштина представља покушај сагледавања историјски значајних тренутака и њиховог преношења у будућност. Ликовни опус проте Симе Жикића илустурује и додатно објашњава приказане историјске догађаје и личности. Његова дела говоре о судбини талентованих српских ђака, о начину школовања младих богослова и иконописаца, о ратним страдањима, међуљудским односима, здравству, култури и друштвеним приликама уопште, и од изузетног су значаја за разумевање историјских токова и проучавање приватног живота у Србији. Критичари сматрају да је кроз његова дела :мемоаре, романе, приповетке, писма, слике, представљена судбина паланачког проте решена да пркоси и претраје време прошло и садашње.

## Ликовни опус
Ликовна заоставштина Симе Жикића представља важан сегмент његовог стваралаштва. Она се чува код наследника и рођака, пријатеља и познаника широм Србије, али и у иностранству, у црквама и приватним предузећима, и у Завичајном музеју Књажевац. Уметничка заоставштина настајала је у периоду од 1898. до 1964. године. Последњих осам слика израђене су 1964. године уљем на платну, што сведочи о томе да је аутор активно стварао до краја свог живота. Наводи се да је Жикић насликао сто петнаест уља на платну, осам цртежа оловком и тушем, пет акварела и осам вајарских дела у гипсу. За слике, као и за писане радове, он даје табеларани преглед, и то по техникама, наводећи назив дела, димензије, технику и власника. У току истраживачког рада на терену утврђено је да је Жикић урадио више копија једне те исте сцене или мотива, као и да је слике стално досликавао, кориговао и мењао, због чега их је и поново датирао, тако да је на неколико дела уочљива интервенција у појединим деловима слике, нарочито уз датум и потпис.

## Писма - разгледнице
У директној вези са уметничком заоставштином је писана заоставштина, често обогаћена илустрацијом исписаног текста. Посебно су, у том смислу, занимљива писма, разгледнице и честитке које Жикић писао својој деци, родбини и пријатељима. Писма су била у форми новинарских извештаја о стању у Књажевцу и породици. Ту је приказ дворишта и нове ограде око породичне куће, приказ зграде новоотвореног биоскопа и детаљ са улице након снежне мећаве 1954. године у Књажевцу. Поред „визуелних белешки”, мотива из града и околине и веродостојних информација, сачуваних сведочења о минулим временима, писма садрже посебно занимљиве податке и смернице које је Жикић давао примаоцима. У писаном садржају откривају се деликатни породични и пријатељски односи, уочава се дубока и искрена забринутост Симе Жикића као оца, брижност и љубав коју је делио не само својој деци, већ и унуцима и пријатељима, као и међусобна повезаност чланова породице Жикић, Манић, Милошевић. У писмима које је остављао својој породици, Жикић често описује аутобиографске сцене које представљају заправо студије за слике са истом темом или мотивом изведене уљем на платну. У оваквом приступу и односу према својим потомцима и делима, прота Жикић још једном у најбољем светлу показује своју бригу и свест о значају очувања сећања на одређене догађаје из личне или породичне историје које веома често садржи и драгоцене податке о значајним историјским догађајима.

## Цртежи - маргиналије
У његовом ликовном опусу, посебно место заузимају цртежи – илустрације на маргинама рукописа мемоара. Они су изведени тушем и илуструју догађаје описане у одређеном делу текста. Веома често они су попут стрипа и, поред илустрације, имају и текстуални запис који појашњава приказ или наводе део дијалога представљених личности. Попут поменутих цртежа на маргинама, засебну целину у оквиру Жикићевог стваралаштва има још једна група цртежа Симе Жикића значајна за утврђивање аутентичности и истинитости мемоарских белешки. Заправо, ову групу цртежа можемо третирати као визуелну варијанту мемоара. Реч је о групи од десет (до сада пронађених) скицен-блокова у којима су забележени људи и догађаји из његовог окружења. Први блокови испуњени су детаљима и ликовима из ђачког живота у Русији. Међу цртежима истиче се неколико портрета рађених оловком на папиру, попут портрета Цара Николаја Романова и краља Петра I Карађорђевића, као и представе митолошких личности. Овој целини припада и неколико уља на платну мањег формата, попут портрета Косаре Жикић и аутопортрета из 1913. године. Два албума цртежа-студија, која су настајала истовремено са ђачким дневником, значајна су за разумевање и визуелизацију Жикићевог студентског живота у Русији. Уља на платну, поред цртежа оловком, представљају најзаступљенију ликовну технику у Жикићевом опусу. На њима до изражаја долази склоност према боји и светлости, као и према мотивима из природе које је прота Жикић сигурно усвојио под утицајем руског сликарства. Заступљени су пејзажи са мотивима из околине Књажевца, попут Волова на Тимоку из 1968. или Преља на Тимоку из 1938. године, затим мотиви из града, попут Средорека из 1939, или На градској пијаци, из исте године,или мртве природе са мотивима цвећа, воћа и поврћа.

## Људи и обичаји
Важно место представља група слика са темама из обичајне праксе које са пуно дескриптивних детаља приказују елементе народног живота и приватне побожности у књажевачком крају, попут Литије (1956), Додола (1933), Сечења славског колача (1953), или Уношења Бадњака из 1947. године. Жикић је у техници уља на платну насликао и неколико пејзажа са мотивима са Дунава и Јадранског мора, као и неколицину слика религиозне тематике и серијал икона за потребе чланова своје породице и опремање цркве у Валевцу. У овом делу његовог ликовног опуса посебно место заузима икона Св. Николе, породичног свеца и крсне славе коју је Жикић насликао за своје потомке у Америци.

## Скулптура
Поред целина формираних на основу сликарских техника, тема и мотива, које прота Жикић наводи у већ поментом списку извдених дела, посебну групу чине малобројна, али веома занимљива „вајарска дела у гипсу и иловачи,” у највећој мери настала почетком двадесетог века. Од осам дела, колико их у списку наводи, код Жикићевих потомака пронађено је само шест. Најзначајнија, и свакако највећа по димензијама, јесте скулптура – аутопортрет израђена у гипсу. Поред овог дела, с обзиром на лично познанство и осведочени сусрет са Лавом Толстојем, овде треба навести Главу Толстоја, веома изражајну и упечатљиву минијатуру изведену у гипсу.

## Галерија
- Бура
- Георгине
- На градској пијаци
- Пастир и овце